# De Corpo e Alma
De Corpo e Alma es una película del año 2010.

## Sinopsis
Cuerpo y alma cuenta la historia de Victoria, Mariana y Vasco, tres jóvenes mozambiqueños disminuidos físicos que viven en los extrarradios de Maputo. En su vida diaria deben enfrentarse a un sinfín de obstáculos físicos, fisiológicos y emocionales que solucionan cada uno a su manera mediante el trabajo, actividades o con su actitud. La película explora la forma en que ven a los demás y a sí mismos. Plantea cuestiones universales acerca de la aceptación de uno mismo y del sitio que se busca en la sociedad.